# Росидис, Илиас
Илиас Росидис (греч. Ηλίας Ρωσίδης; 9 февраля 1927 или 3 февраля 1927, Пирей — 27 декабря 2019) — греческий футболист, игравший на позиции флангового защитника. Семикратный чемпион Греции в составе «Олимпиакоса».

## Биография

### Клубная карьера
В юности занимался лёгкой атлетикой, но при этом мечтал стать футболистом. В 1948 году Росидис стал игроком основной команды «Олимпиакоса», в котором затем прошла основная его футбольная карьера. В составе «красно-белых» Росидис отыграл 13 сезонов, выиграл 7 чемпионских титулов и 9 Кубков Греции, являясь при этом ключевым защитником в той команде, выделяясь своей скоростью и физическими качествами.

### Карьера в сборной
В составе сборной Греции принимал участие на олимпийском футбольном турнире 1952 года, где сыграл в матче со сборной Дании (1:2). Всего за сборную Греции сыграл 29 матчей, в которых не отметился забитыми мячами.

### Смерть
Скончался 27 декабря 2019 года в возрасте 92 лет из-за проблем со здоровьем.

## Достижения
«Олимпиакос»
- Чемпион Греции (7): 1950/51, 1953/54, 1954/55, 1955/56, 1956/57, 1957/58, 1958/59
- Обладатель Кубка Греции (9): 1950/51, 1951/52, 1952/53, 1953/54, 1956/57, 1957/58, 1958/59, 1959/60, 1960/61